# Amos Mattio
Amos Mattio (Cuneo, 4 luglio 1974) è un poeta, scrittore e traduttore italiano.

## Biografia
Alunno dell'Almo Collegio Borromeo, ha studiato a Pavia presso l'Università degli Studi di Pavia, dove si è laureato in Lettere Classiche con una tesi sulle traduzioni inedite di Nicolò Tommaseo dall'Eneide.
Vive a Milano, dove insegna Letteratura Italiana, coordina le attività della Casa della Poesia di Milano e organizza eventi letterari.
In poesia esordisce nel 1997 nella raccolta antologica Sessanta (Edizioni dell'Orso), insieme ad altri tre autori: Rossano Pestarino, Franco Pierno e Flavio Santi. Nella postfazione del volume, Franco Gavazzeni osserva come Mattio affidi «a una metrica molto slogata una sorta di veloce e trascolorante impressionismo autobiografico, che tocca gli oggetti che nomina, scontornandone il profilo con rialzi di luce, per trapassare di immagine in altra in un vortice che ne dissolve senza tregua la consistenza figurativa». Nel 2004 esce la sua prima raccolta, Bestie e dintorni (Lietocolle, 2004) ed è inserito nell'antologia di poeti nati tra il 1970 e il 1980 Nuovissima Poesia Italiana (Mondadori, 2004), curata da Maurizio Cucchi e Antonio Riccardi. Nel 2013 il suo secondo libro, Il vizio di sistema (Italic-Pequod, Ancona, 2013) in cui «riprende l'umanità dispersa del precedente  Bestie e dintorni e introduce il tema dell'inadeguatezza alla vita; al rivelarsi, nella sezione centrale, Il vizio di sistema, di questo disorientamento come difetto di fabbricazione di un "io" ancora scomposto nelle sue percezioni, sempre alla ricerca, nel caos contemporaneo, di memorie, storie, carie, di scorie | allitterate e in rima, in una lingua di terra che ha radici profondo e si scompone anch'essa mentre si pronuncia». Nel 2021 esce The mechanism behind (Gradiva Publications, New York), raccolta bilingue, con testo originale e traduzione in inglese, un percorso nella sua opera poetica, organizzata «attorno alla costante presenza dell'immagine del "meccanismo"; a partire dal suo "guasto" (Sera di un'altra aprile, 1994) che non solo non è rimasto "al suo posto", ma è diventato, nel tempo, un "vizio di sistema", come provvisoria risposta al disagio esistenziale. Il meccanismo è quindi alla base della successiva visione della storia come una successione di eventi ripetuti infinite volte, "una spira più in alto, o in basso", e alla costruzione del mito personale di Maden, in cui il presente dialoga con il passato nel tentativo di comprendere il funzionamento di uno sfuggente "meccanismo dietro"»
Compare come traduttore dal tedesco nell'Almanacco dello Specchio 2010-2011 (Mondadori, 2011), dove è pubblicata anche una sua silloge poetica.
Dalla collaborazione con altri artisti sono nati i testi narrativi per i volumi fotografici Norge (Bottini, 2003) e ll sogno è di chi sogna (Bottini, 2007), l’allestimento del recital di poesia e musica Bestie e dintorni, e il testo narrativo per l’evento tra parole, musica e immagini Il fiocco magico, diventato successivamente volume (Bottini, 2009).
Nel 2012 pubblica il suo primo romanzo Luna di notte (Gremese, 2012), candidato al Premio Strega e finalista del Premio Stresa nel 2012.

## Opere

### Raccolte poetiche
- Bestie e dintorni, Faloppio, Lietocolle, 2004
- Il vizio di sistema, Ancona, Italic-Pequod, 2013)
- The mechanism behind, New York, Gradiva Publications, 2021
- Strategie di un mondo perduto, Varese, Stampa 2009, 2021

### Antologie
- Sessanta, Alessandria, postfazione di Franco Gavazzeni, Editore dell'Orso, 1998
- Nuovissima poesia italiana, Milano, Mondadori, 2004
- Orchestra di poeti, Faloppio, Lietocolle, 2007
- Le Avventure della Bellezza, 1988-2008, A cura di Tomaso Kemeny, Milano, Arcipelago Edizioni, 2009
- Chi ha paura della bellezza?, A cura di Tomaso Kemeny, Milano, Arcipelago Edizioni, 2010
- Almanacco dello Specchio 2010-2011, Milano, Mondadori, 2011

### Romanzi e racconti
- ll sogno è di chi sogna,  immagini Gian Luca Bottini, Cuneo, Bottini editore, 2007
- Il fiocco magico,  immagini di Gian Luca Bottini; musica di Giuseppe Giusta, Cuneo, Bottini editore, 2009
- Luna di notte, Roma, Gremese, 2012

### Lavori critici
- Giuseppe Maria Orlandini, Serpilla e Bacocco, ovvero Il marito giocatore e la moglie bacchettona, tre intermezzi di Antonio Salvi, edizione critica a cura di Giuseppe Giusta e Amos Mattio, Bologna, Ut Orpheus, 2003

### Riferimenti di base
- Franco Gavazzeni, Postfazione a Sessanta, Edizioni dell'Orso, Alessandria 1997, p. 81.
- Maurizio Cucchi, Prefazione a Bestie e dintorni, Lietocolle, Faloppio 2004, pp. 10-11.
- Mario Buonofiglio, recensione a Il vizio si sistema, in L'immaginazione, marzo 2014, pp. 48-49

### Per ulteriori approfondimenti
- Alessandro Beretta, Un'altra esistenza possibile, in Corriere della Sera, 22 aprile 2012.
- Gianluca Bocchinfuso, recensione a Il vizio si sistema, in Il Segnale n. 100, 2016, pp. 72-73
- Stefano Colella, recensione a Luna di notte, in Sololibri.net, 14/05/2012.
- Gianfranca Lavezzi, Breve dizionario di retorica e stilistica, Carocci, 2004, p. 117.
- Giuliana Nuvoli, recensione a Luna di notte, Opere Inedite, Amos Mattio - Poesia, di Luigia SorrentinoPoesia, di Luigia Sorrentino in L'immaginazione, dicembre 2012, pp. 60-61
- Vito Russo, recensione a Bestie e dintorni, 2011.
- Anna Savastano, recensione a Luna di notte, in RaiNews24, 25/04/2012
- Maila Tritto, recensione a Luna di notte, in Sololibri.net, 14/05/2012